# Antíope (mãe de Anfião)

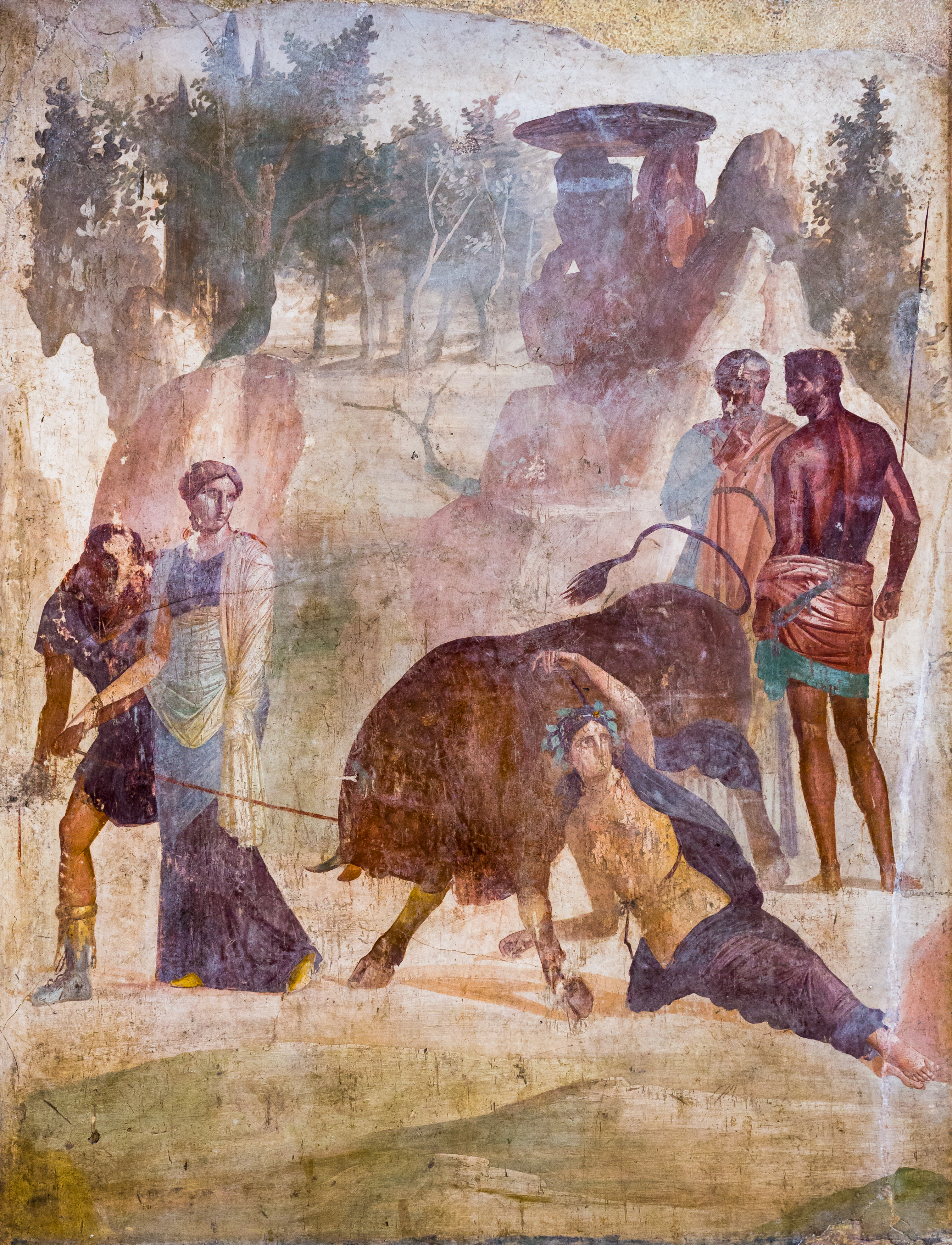
Dirce, ligada aos chifres de um touro selvagem por Anfião e Zeto (na presença de Antíope). Afresco antigo de Pompeia.

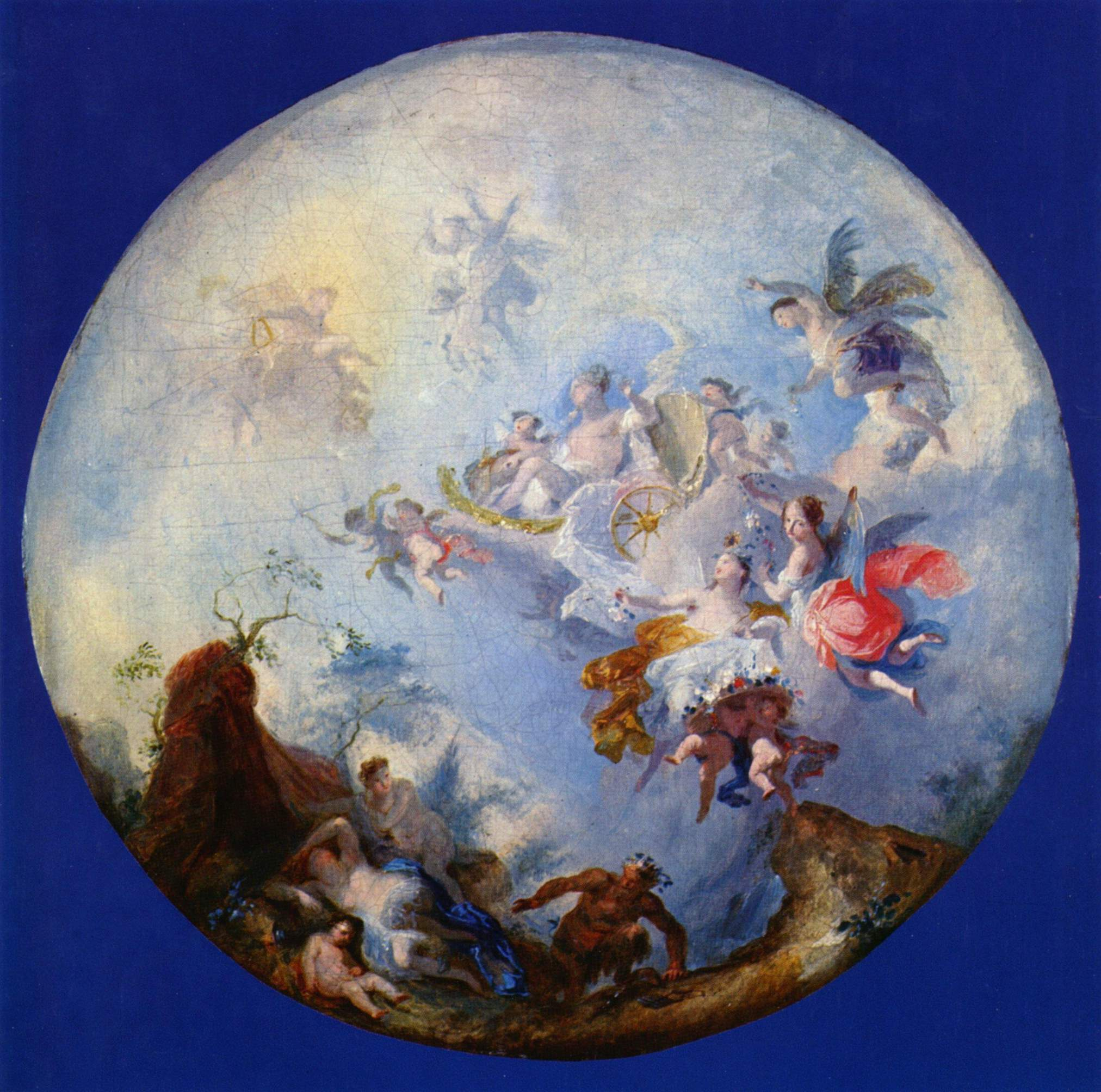
Franz Anton Maulbertsch, Júpiter e Antíope (c. 1780)

Na mitologia grega, Antíope é mais uma mortal que teve filhos com Zeus; seus filhos são Anfião e Zeto, que se tornaram reis de Tebas.

## Ancestrais
Segundo Homero e Ásio de Samos, ela era filha do deus–rio beócio Asopo; segundo Pseudo-Apolodoro e Pausânias, ela era filha do regente de Tebas Nicteu com Polyxo.

## Gravidez

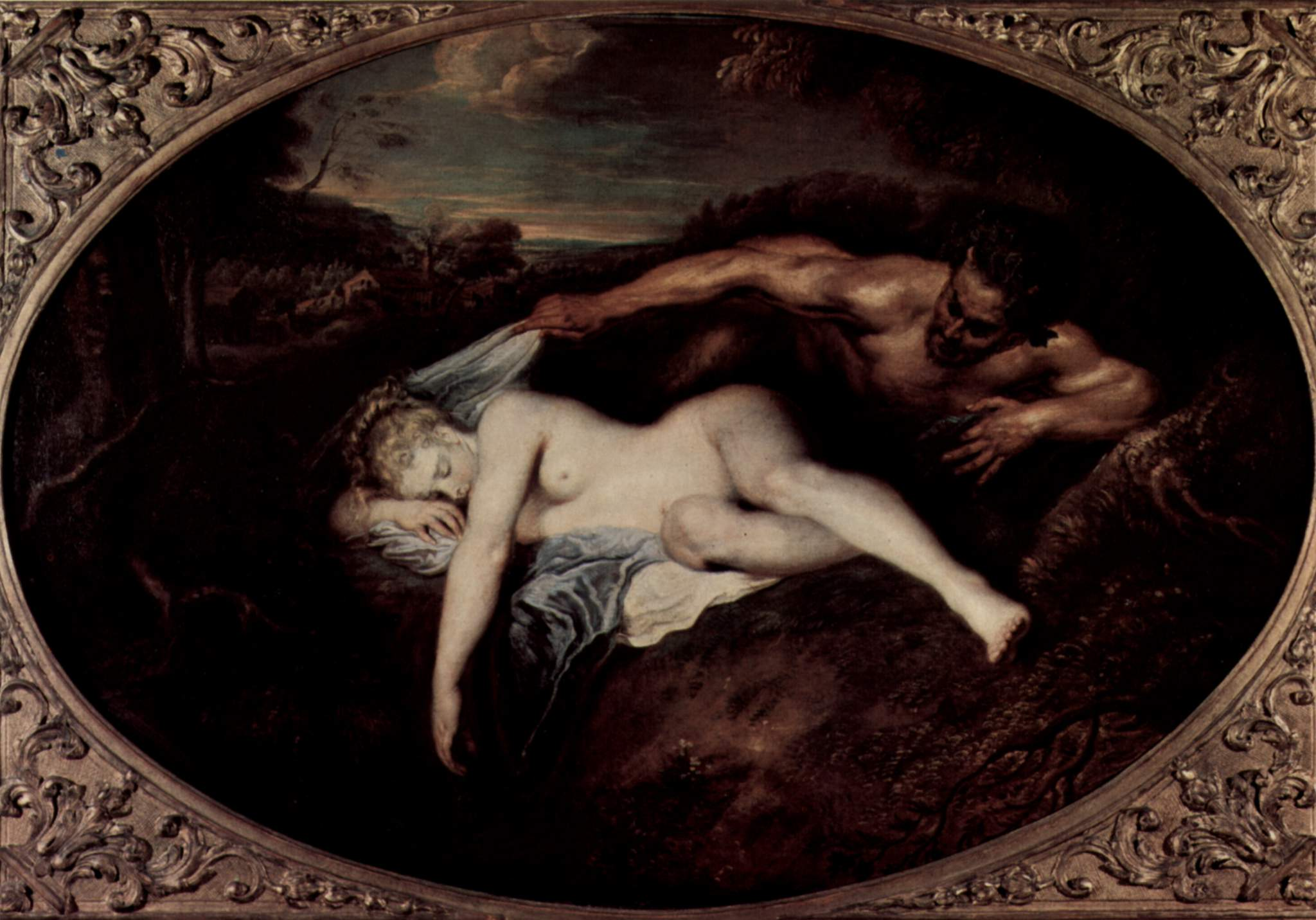
"Júpiter e Antíope", de Antoine Watteau

Zeus a engravidou, e, sendo ameaçada por seu pai, Antíope fugiu para Epopeu, rei de Sicião, e se casou com ele. Uma outra versão é dada por Higino: Antíope era esposa de Lico, e foi violentada por Epopeu, sendo, por isso, abandonada; foi só então que Zeus a possuiu.

## Guerra entre Tebas e Sicião e nascimento dos gêmeos
Nicteu se matou, e encarregou seu irmão Lico de se vingar. Lico derrotou e matou Epopeu, e trouxe Antíope de volta para Tebas. No caminho para casa ela deu à luz, na cercania de Eleutera no monte Citerão, aos gêmeos Anfião e Zeto. Segundo Ásio de Samos, Zeto e Anfião tinham pais diferentes, um sendo filho de Zeus e o outro de Epopeu.
Uma outra versão é apresentada por Pausânias: quando Nicteu soube que Antíope estava com Epopeu, ele fez guerra contra Sicião; nesta guerra, Nicteu foi mortalmente ferido, e indicou Lico como sucessor na regência de Lábdaco. Epopeu também foi ferido, e morreu porque não cuidou dos seus ferimentos; com a morte deste, seu sucessor, Lamedon, entregou Antíope para Lico, e esta deu à luz os gêmeos nas cercanias de Eleutera.

## Cativeiro e libertação
Os gêmeos foram abandonados, e criados por pastores. Em Tebas Antíope agora experimentava da perseguição de Dirce, a esposa de Lico, mas enfim escapou rumo a Eleutera, e lá encontrou abrigo, inintencionalmente, na casa onde seus dois filhos foram criados como pastores. Seus filhos a reconheceram, foram a Tebas, mataram Lico e Dirce, e tomaram o poder em Tebas.